# 上海理工大学附属中学
上海理工大学附属中学是中國上海市楊浦區的一所高中，也是杨浦区实验性示范性高中以及杨浦区重点高级中学。
上海理工大学附属中学前身是延吉中学，成立於1957年。2003年，学校与上海理工大学合作办学，學校更名为上海理工大学附属中学。2020年4月24日，上海理工大学附属中学被評为上海市特色普通高中。